# Håkan Gergils
Håkan Gunnar Gergils, född 25 februari 1940 i Uddevalla församling, Göteborgs och Bohus län, är en svensk ekonom som verkat inom Sveriges näringsliv, mest uppmärksammad för sin tid i Aktiespararnas Riksförbund.

## Biografi
Håkan Gergils genomgick Agnebergs gymnasium, under vilka år han var elevrådets ordförande och ordförande i föreningen Konservativ Skolungdom, numera Moderat Skolungdom, där han från 1959 till 1961 var riksordförande. Tillsammans med skolkamraterna Percy Barnevik och Ingemar Bengtsson deltog Gergils i Olympiaspelet, våren 1960, en nutidsorientering anordnad av Sveriges Radio. Den tävlingen vann laget, kallat "Uddevalla KS", och första pris var ett två veckors långt besök på Olympiska sommarspelen 1960 i Rom samma år. Därefter studerade Gergils på Göteborgs universitet och blev fil.kand. med inriktning på statskunskap och ekonomi. Under studietiden  var Gergils aktiv i studentlivet och var ordförande för Göteborgs Förenade Studentkårer år 1964. Han var  även engagerad i styrelsen för Göteborgs Studentbostäder och andra student-relaterade institutioner.
Efter studietiden återvände Gergils till Uddevalla, där han arbetade i detaljistföretaget Gergils AB, som drev herr- och damekiperingar. Han blev 1967 far till Christian Gergils.
År 1971 invaldes Gergils i Aktiespararnas Riksförbunds styrelse, och var där under perioden 1972-1981 först vice ordförande, sedan ordförande i Aktiespararna. En stor fråga under Gergils ordförandeskap var Volvos Norge-avtal, som organisationen lyckades stoppa trots att det skulle ha blivit en av Sveriges absolut bästa affärer.
Under 1980-talet sysslade Gergils med mediabevakning i eget bolag, Ecofin och rådgivare till olika organisationer, särskilt i frågan om löntagarfonder.
När Östeuropa frigjordes 1989-90 startade Gergils en verksamhet i Baltikum och Polen för att hjälpa organisationer och företag att komma in i dessa länder. För att bedriva denna verksamhet öppnades lokala kontor i de berörda länderna.
I slutet på 1990-talet började Gergils arbeta med innovationsfrågor, och genomförde studier för industriforsknings-institutet Acreo. I början på 2000-talet fortsatte Gergils denna forskningsverksamhet inom ramen för SNS, Studieförbundet Näringsliv och Samhälle. SNS har givit ut ett antal böcker som Gergils skrivit, som också översatts till engelska och i ett fall till kinesiska. Under 2009 började Gergils arbeta med innovationsfrågorna inom ramen för IVA, Ingenjörsvetenskapsakademin. 2014 är Gergils Senior Advisor till Entreprenörskapsforum.